# Балдок Таун
Балдок Таун е английски футболен отбор, съществувал от 1889 до 2001 година и възстановен през 2006 година. През сезон 1998/1999 отборът се намира в Чемпиъншип, а след това отпада чак до най-долната лига на английския футбол. През същия сезон отбора играе с Челси за ФА Къп като губи от „сините“ с разгромителното 7:0.